# Catarina de França, Condessa de Charolais
Catarina de França (em francês:  Catherine; c. 1428/29/30 – Bruxelas, 13 de julho ou 30 de julho de 1446) foi uma princesa da França por nascimento. Ela foi condessa de Charolais pelo seu casamento com Carlos, Conde de Charolais, o futuro duque da Borgonha, conhecido como "o Audaz".

## Família
Catarina foi a segunda filha e quarta criança nascida do rei Carlos VII de França e de Maria de Anjou.
Os seus avós paternos eram o rei Carlos VI de França, conhecido como "o Louco", e Isabel da Baviera. Os seus avós maternos eram Luís II, Duque de Anjou e Iolanda de Aragão.
Ela teve doze irmãos, mas apenas alguns chegaram à idade adulta. Teve dois irmãos mais velhos: o rei Luís XI, que foi primeiro casado com Margarida da Escócia enquanto ainda era Delfim de França, e depois foi casado com Carlota de Saboia, e Radegunda, noiva de Sigismundo da Áustria, mas ela acabou morrendo com apenas quinze anos. Teve vários irmãos mais novos, entre eles: Iolanda, esposa de Amadeu IX, Duque de Saboia; Joana, esposa de João II, Duque de Bourbon; Madalena, esposa de Gastão de Foix, Príncipe de Viana, mãe e regente de dois reis de Navarra, Francisco I e Catarina, e Carlos, Duque de Berry, que passou a maior parte da vida em conflito com o irmão, Luís XI.

## Biografia
A princesa ficou noiva de João, conde de Charolais, filho do duque Filipe III da Borgonha e de Isabel de Portugal, como parte do Tratado de Arras assinado entre o Reino da França e o Ducado da Borgonha, no ano de 1435. Em 1438, Carlos visitou a corte francesa acompanhado por uma embaixada e pediu, formalmente, a mão de Catarina em casamento.

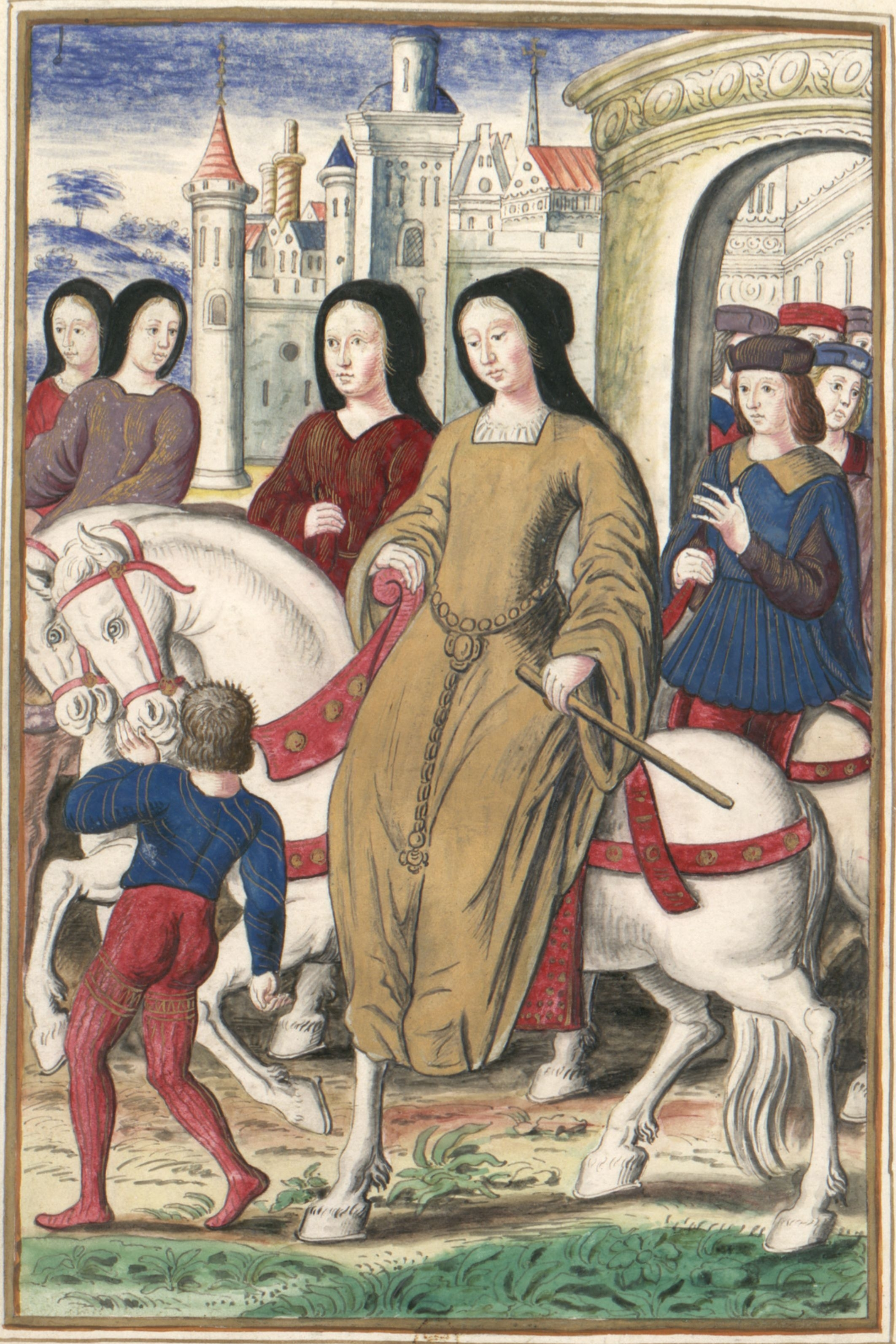
Catarina à caminho de Saint-Omer em 1439.

Em 11 de junho de 1439, eles ficaram oficialmente noivos na cidade de Saint-Omer. A princesa viajou para Saint-Omer acompanhada pelos arcebispos de Reims e Narbona, o chanceler da França, Reinaldo de Chartres, os condes de Vendôme, Tonnerre e Dunois, e o filho do duque de Bourbon, o senhor de Beaujeu. A duquesa de Namur, que era dama de companhia da duquesa da Borgonha, Isabel, futura sogra de Catarina, acompanhou a noiva junto de outros nobres e damas, assim como uma escolta de trezentos cavalos. 
No meio do caminho, conforme a comitiva parava em várias cidades, os nobres foram, graciosamente, recebidos, e Catarina recebeu todas as honras devidas a uma Filha de França. Em Cambrai, ela foi recebida pelos emissários do duque da Borgonha, e continuou a ser bem recebida enquanto se dirigia para Saint-Omer, onde o duque a esperava. Ao anunciaram a aproximação da princesa, o seu futuro sogro cavalgou pessoalmente com uma grande escolta para encontrá-la. O noivado foi oficiado pelo chanceler da França. Após a cerimônia houve muitos festivais, campeonatos e torneios de justa, sendo que todos os entretenimentos foram pagos pelo duque Filipe. Durante as festividades, o noivo e a noiva, eram levados, de vez em quando, para câmaras separadas onde poderiam brincar, já que ainda eram crianças.
O casamento aconteceu em 19 de maio de 1440, em Reims, quando a noiva tinha entre dez a doze anos de idade, e o noivo tinha sete anos. O casal estabeleceram as fundações em pedra para a nova prefeitura de Bruxelas naquele mesmo ano.
Catarina e Carlos possuíam um relacionamento amigável apesar do casamento político, mas, devido à sua tenra idade, a princesa ficou sob os cuidados da sogra, a duquesa Isabel, com quem ela se dava muito bem, sendo tratada como uma filha substituta. Catarina passou a maior parte do tempo ao lado de Isabel, viajando entre as cidades dos Países Baixos, e estava sempre do lado da sogra, segurando a mão dela e sussurrando em seu ouvido.
A condessa era descrita como inteligente, generosa, charmosa e bem quista na Borgonha. Era esperado dela que sempre estivesse viajando, além de se ajustar à etiqueta formal da corte, exigida na Borgonha, que era descrita como uma das mais elaboradas na Europa. Além disso, a constante mudança da corte entre cidades dos Países Baixos num clima frio, foi, alegadamente, exaustivo para a saúde delicada da princesa, que estava acostumada ao clima ensolarado do Vale do Loire.
O conde e a condessa não tiveram filhos.
No inverno de 1446, Isabel estava preocupada com a saúde da nora. Em fevereiro daquele ano, Catarina adoeceu com um ataque de tosse violenta e febre alta, o que a obrigou a ficar de cama. A duquesa esperava que, até a primavera, a jovem recuperasse a sua saúde. Porém, em março ela inda estava apática e sem apetite. Em abril, a condessa de Charolais acompanhou a corte do duque de Princehof para o castelo grande e desconfortável de Gravensteen, em Gante. Filipe III ordenou que o filho e a nora se juntassem a ele na sua viagem a Arras para assistir a um torneio para a educação de Carlos. Carlos e Catarina tinham se tornado bons amigos, e ele estava muito preocupado com a saúde da esposa. Porém, ele também amava armas e batalhas, e estava ansioso para agradar o pai. Assim, ele deixou de lado as suas preocupações com a esposa, e começou a antecipar a exibição de valentia por parte dos cavaleiros. A mãe dele tinha encorajado o amor do filho pela cavalaria, no entanto, ela ficou apreensiva sobre o desejo de Carlos de participar do torneio.
Catarina e Isabel foram juntas de carruagem até Arras. Elas queriam assistir a realização da justa, e se certificar de que o duque Filipe não permitiria que o conde fosse colocado em perigo. Catarina estava bem agasalhada para que ela não sucumbisse a um episódio de desmaio devido às suas tosses. Uma torre elevada tinha sido erigida para os espectadores assistirem ao esporte. A torre era cercada dos três lados para abrigar a condessa e a duquesa de qualquer vento frio. A partida teve início às três horas da tarde, porém, à essa altura, o vento já havia ganho força, e Catarina foi surpreendida por um surto de tosse. Ela teve de deixar o local logo após o início da justa. Assim que Isabel tinha confirmado que Carlos seria proibido de participar do combate corpo a corpo, ela partiu com a nora com destino à Gravensteen.
As duas ficaram em Gante até que Catarina estivesse bem o suficiente para viajar para o seu castelo favorito, o Castelo de Coudenberg, em Bruxelas. Desde o começo da doença de Catarina em fevereiro, Carlos tinha passado a maior parte de tempo possível ao lado da esposa. O rei Carlos VII, pai da jovem, tinha enviado dois médicos para cuidarem dela, os instando a fazer tudo o que lhes fosse possível para curá-la. O conde de Charolais visitava a cama de Catarina com frequência, e tocava uma harpa da França para ela, a qual a princesa tinha lhe dado de presente.
Infelizmente, não foi possível curar a princesa, e Catarina morreu em Bruxelas, no dia 13 ou 30 de julho, provavelmente de tuberculose, com idade aproximada de 16 a 18 anos. Sua morte foi lamentada, de forma genuína, por toda a corte da Borgonha. Ela foi sepultada de Catedral de São Miguel e Santa Gudula.
O seu viúvo se casou mais duas vezes, a segunda com Isabel de Bourbon, com quem teve apenas uma filha, Maria, Duquesa da Borgonha, e por fim, foi casado com Margarida de Iorque, irmã dos reis Eduardo IV e Ricardo III de Inglaterra.